# Chemobrain
Chemobrain bezeichnet eine von Krebspatienten nach einer Chemotherapie empfundene kognitive Beeinträchtigung. Ein prägnanter deutscher Begriff für das Krankheitsbild existiert noch nicht, der medizinische Fachbegriff Post-chemotherapy cognitive impairment (PCCI) wird in der deutschen Literatur selten gebraucht.

## Symptome
Zu den Symptomen, mit denen Chemobrain-Patienten zu kämpfen haben, zählen:
- Gedächtnislücken
- Verringerte Merkfähigkeit, Verlegen und Verlieren von Geldbörsen, Schlüsseln, Kappen etc.
- Extrem verringerte Fähigkeit, mehr als eine Aufgabe zugleich zu bewältigen
- Probleme, mit neuen Situationen und unvorhergesehen auftretenden Belastungen umzugehen
- Konzentrationsschwäche
- Desorganisation
- Verlangsamtes Denken und Entscheiden

Die manchmal kurz, oft aber auch jahrelang anhaltenden Symptome beeinträchtigen die Patienten im Berufs- und vor allem im Privatleben, da man ihre Schwierigkeiten nach offensichtlich überstandener Grunderkrankung oft nicht versteht.

## Ursachen
Als mögliche Ursachen hat die heutige Forschung nicht mehr allein direkte physische Auswirkungen der Chemotherapie in Verdacht, sondern eine Mischung aus mehreren Faktoren, darunter:
- Verminderung der Zellbildung im Hippocampus[2] durch Zytostatika. Hierbei wird davon ausgegangen, dass die ganzheitlich auf den Körper wirkende Chemotherapie auch genau jene Zellen des Gehirns betrifft, die mit für die erkannten Defizite verantwortlich sind.
- Die Krebserkrankung selbst
- Schlechte Blutwerte
- Schlafstörungen
- Hormonelle Veränderungen
- Schmerzen und Nebenwirkungen von Schmerzmitteln
- Das traumatisierende Erlebnis der Diagnose und Behandlung der potentiell tödlichen Krankheit

Damit ähneln Ursachenkatalog und möglicher Wirkungszusammenhang stark denen der Fatigue, einer weiteren Krebs-Folgeerkrankung.  
Vor allem der Aspekt der psychischen Belastung scheint neuesten Studien zufolge von besonderer Bedeutung für die Entwicklung von Chemobrain-Symptomen: Die psychische Verarbeitung des einschneidenden und bedrohlichen Erlebnisses der Erkrankung und ihrer ebenfalls belastenden Behandlung beschäftigt die Patienten innerlich möglicherweise so sehr, dass sie andere Aufgaben nur noch in geringerem Maße bewältigen können.
Eine im Jahre 2008 durchgeführte Studie erbrachte Hinweise auf eine Schädigung von Gliazellen durch das Zytostatikum 5-Fluoruracil.

## Behandlungsansätze
Eine speziell auf Chemobrain-Effekte abgestimmte Behandlung existiert noch nicht. Im Mittelpunkt stehen entlastende Hilfen wie Gehirntraining, das Anfertigen von Notizzetteln als Gedächtnisstütze, feste Tagesroutinen, Stressvermeidung und ausreichende Ruhe. Angesichts einer wachsenden Zahl von Krebspatienten, die langfristig physisch weitgehend beschwerdefrei leben oder sogar geheilt werden können, raten Ärzte außerdem dazu, sowohl die Patienten als auch ihre Partner und Angehörigen psychoonkologisch auf mögliche Probleme durch Chemobrain-Effekte vorzubereiten. Dies soll den Betroffenen und ihren engsten Angehörigen erleichtern, den Beeinträchtigungen zum Trotz wieder eine hohe Lebensqualität zu erreichen und neue emotionale Belastungen durch die Spätfolgen möglichst gering zu halten.
Die Einbeziehung der Partner und Angehörigen ist wichtig, da unerwartete Stresssituationen im Privatleben genau so häufig auftreten können wie im Berufsleben und oft einen höheren emotionalen Anteil haben. Außerdem kann der Patient einen Teil der ihn entlastenden Verhaltensänderungen ohne das Verständnis seines sozialen Umfelds nicht einhalten.